# Сальваторская оговорка
Сальваторская оговорка (также сальваторская клаузула, от лат. salvatio — «спасение») — положение в договоре или законе, оговаривающее, что в случае, если некоторые пункты договора утратили силу, то все другие части договора остаются в силе. Иногда оговорка может быть расширена условием, что если утратившие силу части договора существенно меняют саму суть договоренности, то договор целиком утрачивает силу. Также дополнительно может быть включено обязательство сторон немедленно принять поправки к договору взамен утратившивших силу пунктов, максимально соответствующие основной сути договора.
Пример такой оговорки в публичной оферте: «Если одно из положений данных Общих условий заключения сделок становится недействительным, то это не затрагивает остальных положений. Вместо ставшего недействительным положения будет использоваться новое положение, экономический смысл которого максимально близко соответствует смыслу ставшего недействительным положения».
Может существовать и обратный пример — клаузула, оговаривающая, что если любой из пунктов договора утрачивает силу, то весь договор утрачивает силу.

## В России
В 2015 году в СМИ появились сообщения, что концессионное соглашение о системе «Платон» содержит сальваторскую оговорку.